# Blah Blah Blah (album d'Iggy Pop)
Pour les articles homonymes, voir Blah Blah Blah.
Albums de Iggy Pop
Zombie Birdhouse
(1982) Instinct
(1988)
Blah Blah Blah est le huitième album d'Iggy Pop, son premier pour A&M, sorti en 1986. Il s'agit à ce jour du plus grand succès commercial d'Iggy Pop.
Le disque est coproduit par David Bowie (la dernière collaboration entre les deux hommes), et Steve Jones (ex-Sex Pistols) y tient la guitare.

## Titres
Toutes les chansons sont d'Iggy Pop et David Bowie, sauf indication contraire.
1. Real Wild Child (Wild One) (Johnny O'Keefe, Johnny Greenan, Dave Owens) – 3:38
2. Baby, It Can't Fall – 4:14
3. Shades – 5:57
4. Fire Girl (Pop, Steve Jones) – 3:33
5. Isolation – 4:36
6. Cry for Love (Pop, Jones) – 4:28
7. Blah-Blah-Blah – 4:32
8. Hideaway – 5:01
9. Winners & Losers (Pop, Jones) – 6:18
10. Little Miss Emperor – 3:50

## Musiciens
- Iggy Pop : chant
- Kevin Armstrong : guitare, chœurs
- Erdal Kizilcay : synthétiseur, basse, batterie, chœurs
- Steve Jones : solo de guitare sur Cry for Love